# Цоци-Юрт
Цоци-Юрт (Цоцин-Юрт) (чечен. Цоцин-Эвла) — село в Курчалоевском районе Чеченской Республики. Административный центр Цоци-Юртовского сельского поселения.

## География
Село расположено по обоим берегам реки Хулхулау, в 4,5 км к северо-западу от районного центра — Курчалой и 25 км к юго-востоку от города Грозный.
Ближайшие населённые пункты: на севере — сёла Джалка и Новый Энгеной, на северо-востоке — село Иласхан-Юрт, юго-востоке — село Гелдагана, на юге — село Автуры, на юго-западе — село Герменчук, на западе — село Мескер-Юрт и на северо-западе — город Аргун.

## История
Согласно преданию, основателем считают человека по имени Цоца — выходца из тейпа Мескрой. Датой основания села считается 1840 год, когда путем объединения нескольких хуторов, находившихся рядом, было основано новое село.
В селении располагается кладбище шахидов периода Гражданской войны, известное как «ГIазот кешнеш»(«Кладбище за газават»). Там похоронены погибшие мюриды Шариатского полка более 370 человек из селений Цоци-юрт, Курчалой, Чечен-Аула, Шали, Гелдагана, которые в апреле 1919 года во главе с Али Митаевым вступили в бой с белогвардейскими войсками ВСЮР под командованием Д. П. Драценко. В 1919 году деникинцы сожгли десятки селений, чьи жители оказали им сопротивление, — Чечен-Аул, Устар-Гардой, Гудермес, Герзель-Аул, Бердыкель, Сержень-Юрт, Алхан-Юрт и др., в том числе и Цоци-Юрт.
В 1989 году на окраине села была возведена мемориальная башня с названием:

«Защитникам Цоци-Юрта, павшим за честь и свободу своего народа в бою с деникинцами в апреле 1919 года».

В 1929 году в Цоци-Юрте построена первая светская школа.
3 августа 1931 года в селе Цоци-Юрт был убит заведующий культурно-пропагандистским отделом Чеченского областного комитета ВКП(б) Мусса Азаматович Кундухов, вследствие чего село на несколько лет было переименовано в Муса-Юрт.
В 1944 году после выселения чеченцев и упразднения Чечено-Ингушской АССР, селение Цоцин-Юрт было переименовано в Октябрьское и заселено выходцами из соседнего Дагестана.
Постановлением Президиума Верховного Совета ЧИАССР от 14 августа 1989 года селу было возвращено историческое название в форме Цоцин-Юрт. Выходцы из Дагестана переселены обратно.

## Население
| 1979    | 1990    | 2002    | 2010    | 2012    | 2013    | 2014    |
| ------- | ------- | ------- | ------- | ------- | ------- | ------- |
| 5371    | ↗7210   | ↗15 935 | ↗18 306 | ↗18 697 | ↗18 931 | ↗19 231 |
| 2015    | 2016    | 2017    | 2018    | 2019    | 2020    | 2021    |
| ↗19 508 | ↗19 776 | ↗20 013 | ↗20 317 | ↗20 629 | ↗20 960 | ↘16 890 |
| 2023    | 2024    |         |         |         |         |         |
| ↗17 222 | ↗17 556 |         |         |         |         |         |

Национальный состав
По данным Всероссийской переписи населения 2010 года:
| Народ   | Численность, чел. | Доля от всего населения, % |
| ------- | ----------------- | -------------------------- |
| чеченцы | 18 217            | 99,81 %                    |
| другие  | 35                | 0,19 %                     |
| всего   | 18 306            | 100,00 %                   |

## Инфраструктура
Село полностью газифицировано. Обеспечено питьевой водой. В верхней части села трубопроводная, в нижней-индивидуальные колодцы. Общественный транспорт курсирует по маршруту Грозный—Курчалой.
Имеется 3 среднеобразовательные школы, детские сады и поликлиника.
Госхоз им. А. Митаева занимается в основном выращиванием злаковых культур. Функционируют малые предприятия по производству строительных кирпичей, тротуарной плитки, по обработке дерева. Жители села занимаются в основном выращиванием помидоров. Этот вид деятельности является основным доходом жителей. Продукция распространяется по всей Чеченской Республике и в соседние регионы Северного-Кавказа.

## Религия
- Центральная мечеть имени Магомеда Митаева[33].

## Тайпы
- Гуной[4]
- Ширдий[4]
- Хачарой[4]
- Ялхой[4]
- Ихорой[4]
- Хой[4]
- Балой[4]
- Чермой[4]
- Терлой (Гуорой) [4]
- Беной[4]
- Шуаной[34]
- Харачой[4]
- Цикарой[4]
- Аллерой[34]
- Аккий[4]
- Мескрой
- Чинхой[35]
- Цонтарой[34]
- Арганой[36]

## Памятники
- Мемориальная башня

- Мемориальная башня на территории кладбища шахидов
- Вид башни с дороги
- Барельеф на башне